# Eurypegasus papilio
Eurypegasus papilio är en fiskart som först beskrevs av Gilbert, 1905.  Eurypegasus papilio ingår i släktet Eurypegasus och familjen Pegasidae. IUCN kategoriserar arten globalt som otillräckligt studerad. Inga underarter finns listade i Catalogue of Life.